# Pouť na Rus

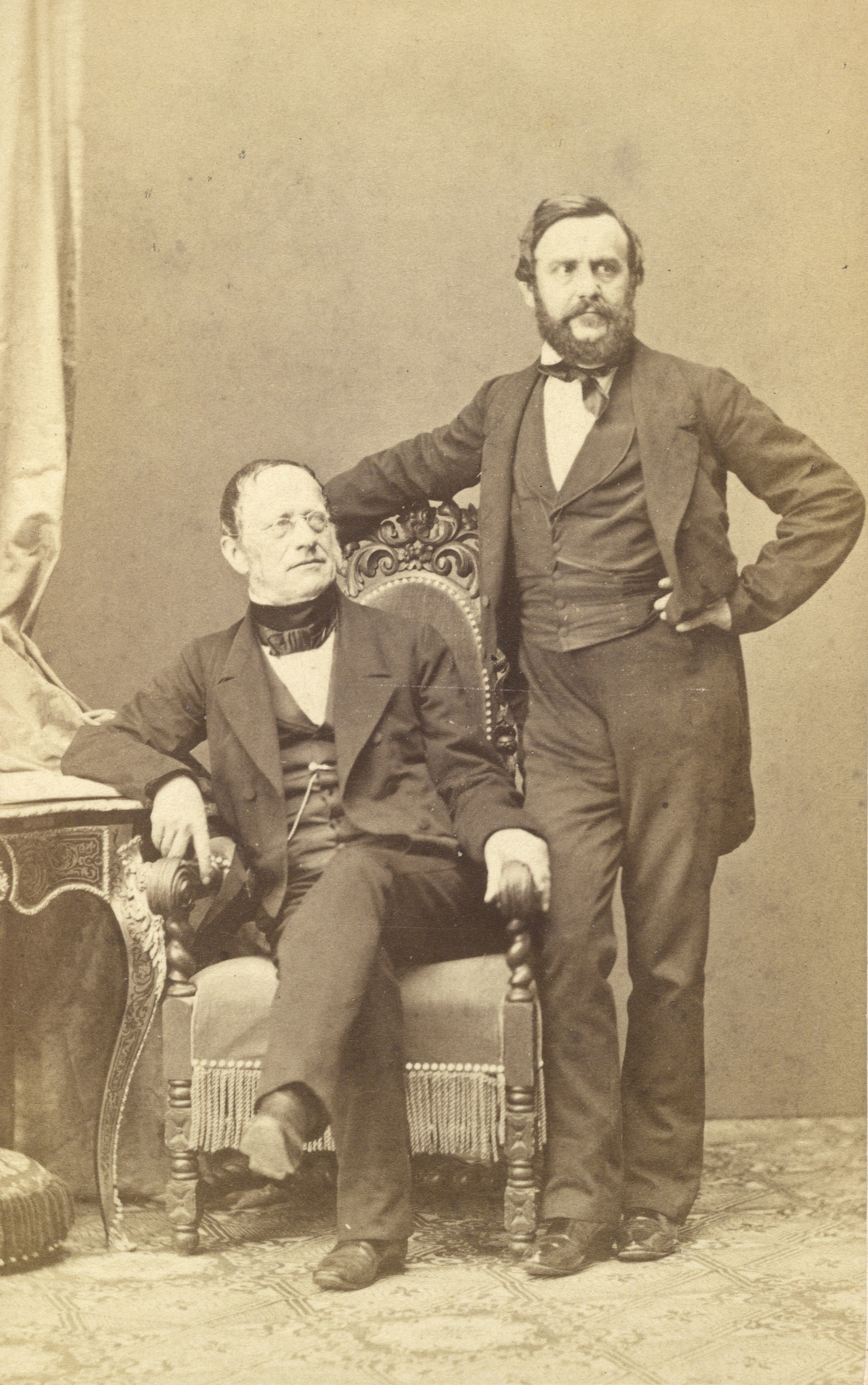
Palacký a Rieger

Pouť na Rus, nebo také Pouť Čechů do Moskvy, je název pro cestu skupiny českých politiků v roce 1867 po carském Rusku s cílem v Moskvě, kde se v té době konala Národopisná výstava. Mezi vůdčí osobnosti výpravy patřili zejména představitelé staročechů František Palacký a František Ladislav Rieger. Cesta byla vyvolána změnami uspořádání Rakouské monarchie, která se v roce 1867 přeměnila v Rakousko-Uhersko, a odezvou české politické scény na tyto změny.

## Příčiny cesty

### Situace v habsburské monarchii
V roce 1866 proběhla prusko-rakouská válka. Ta se odehrávala z větší části na území Čech a Češi během ní byli postaveni před otázku zachování loajality habsburskému trůnu. Češi nakonec v bojích s Prusy pomohli. Důvody byl především strach lidových vrstev z anexe Pruskem a vidina odměny za poskytnutou pomoc. Rakousko ale válku rychle a drtivě prohrálo, což pro monarchii znamenalo ztrátu území Benátska a pozbytí rozhodujícího vlivu v právě se ustavujícím Německu. 

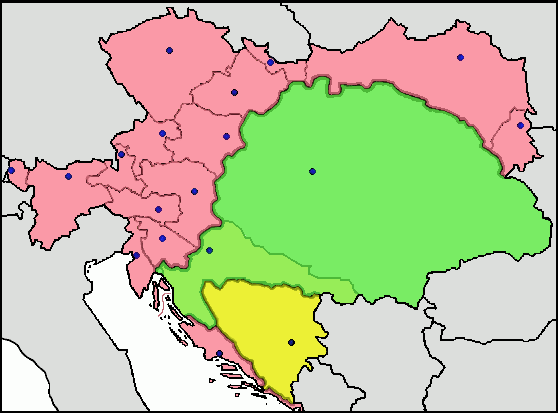
Červená barva - Předlitavsko; Zelená barva - Zalitavsko; Žlutá barva - Bosna a Hercegovina (anektováno až v roce 1908)

Císař František Josef I. byl nucen učinit ústupky ve vnitřních problémech. Trůn a vláda tak začaly jednat s uherskými dualisty o vyrovnání. Na začátku února 1867 byl do čela vlády postaven velký přívrženec rakousko-uherského vyrovnání baron Fridrich Ferdinand von Beust, pod jehož vedením vláda vyjednala finální podobu podmínek vyrovnání. Český zemský sněm se tomuto jednání vzepřel a odmítl vyrovnání schválit. Ve své snaze ale zůstal izolován, což vedlo k jeho rozpuštění dne 26. února. Následné vládní machinace s novými volbami obešly zatvrzelé protesty Čechů a vyrovnání bylo dokonáno. Dne 8. června byl císař korunován v Pešti uherským králem. Habsburská monarchie se tak s konečnou platností rozdělila na Předlitavsko a Zalitavsko.

### Příprava etnografické výstavy v Moskvě
Po porážce carského režimu v krymské válce začala v Rusku narůstat aktivita ruských slavjanofilů, kteří chtěli využít situace na Balkáně a v habsburské monarchii k posílení ruského vlivu mezi slovanskými národy. V roce 1864 vznikla při moskevské univerzitě Společnost přátel přírodních věd, která začala pracovat na projektu etnografické výstavy v Moskvě. Rok poté se zrodila myšlenka uspořádat spolu s výstavou i „první slovanský sjezd“ (Rusové totiž neuznávali Pražský slovanský sjezd z roku 1848). Carská vláda výstavu podporovala. Výstava ale nebyla ze strany Ruska zamýšlena jako ideologický útok na Rakousko, ačkoliv byly vztahy obou mocností po krymské válce velmi chladné. Protirakouskou atmosféru výstavě vtiskli až účastnici z Rakouských zemí, kteří byli čerstvě rozhněváni z nedávného Rakousko-uherského vyrovnání a cestu vnímali jako manifestaci odporu proti dualismu. 
Čeští politici pozvánku do Moskvy uvítali. Od dubna totiž prosazovali politiku pasivní rezistence vůči Beustově vládě. Během předcházejících 60. let čeští politici a celkově česká společnost zastávala odpor vůči carskému Rusku a většinově převládal „střední“ názorový proud srocený kolem mladočechů, kteří naopak podporovali polský boj za samostatnost a nelibě hleděli na tvrdé zásahy Ruska. Česká politická scéna ale v jarních měsících roku 1867 rychle otočila, z původně zastávaného polonofilství zůstaly jen trosky a kompletně převládlo rusofilství. Jedním z důvodů tak rychlého příklonu k rusofilství byl fakt, že haličští poslanci „opustili“ Čechy v boji za federalistické uspořádání Habsburské monarchie, jak navrhoval v Ideji státu rakouského František Palacký, a odsouhlasili dualistickou koncepci.
Beustova vláda slovanskou cestu nezakázala. Pozorně jí ale sledovala. Policejní ředitel Adolf Strauba využil služeb Karla Sabiny, který pod krycím jménem Roman sloužil od roku 1859 jako konfident policie a v roce 1867 za úplatu 100 zlatých předával policejnímu ředitelství všechny dopisy od Emanuela Vávry, což byl jeho přítel a účastník pouti. 

### Palacký a Rieger v Paříži
Před cestou do Ruska se Palacký spolu s Riegerem vydal na konci dubna do Paříže, v níž byla v plném proudu světová výstava. Ve Francii, kde vládl tou dobou císař Napoleon III., sondovali názory na dualistické zřízení Habsburské monarchie a hledali možnou podporu české protidualistické politiky. Jejich mise ale nepřinesla valné výsledky a ani ze schůzky s polskou demokratickou emigrací nevzešla žádná spolupráce. Francie totiž potřebovala podporu Rakouska v možném konfliktu s Pruskem. Stejně tak se Rakousko nevzdávalo možnosti na odvetu proti Prusku, ve které by se zase naopak hodila podpora Francie. 
Paříž opustili oba politici dne 15. května a vydali se přes pruský Berlín na cestu do Ruska, kde se měli setkat se zbytkem výpravy.

## Cesta po Rusku a Národopisná výstava

### Složení delegace
Dne 15. května vyjela česká a moravská delegace z Čech. Česká delegace byla na výstavě nejpočetnější a čítala 24 osob. Vedle Palackého a Riegera byla mezi účastníky i další významná jména politiků jako František August Brauner, Julius Grégr, Karel Mattuš a další. Na pouť se ale vydali i nepolitičtí zástupci Čech - například Karel Jaromír Erben, Josef Mánes anebo třeba bibliotékář Národního muzea Antonín J. Vrťátko. Na výstavu bylo dohromady pozváno 81 osob, 80 % z nich z habsburské monarchie. Na výstavu bylo kromě 24 Čechů pozváno 13 Chorvatů, 16 uherských Srbů, 3 Slovinci, 12 Srbů ze Srbského království, 2 Černohorci, 1 Bulhar, 4 Ukrajinci a 1 Polák.

### Cesta do Petrohradu a setkání s carem

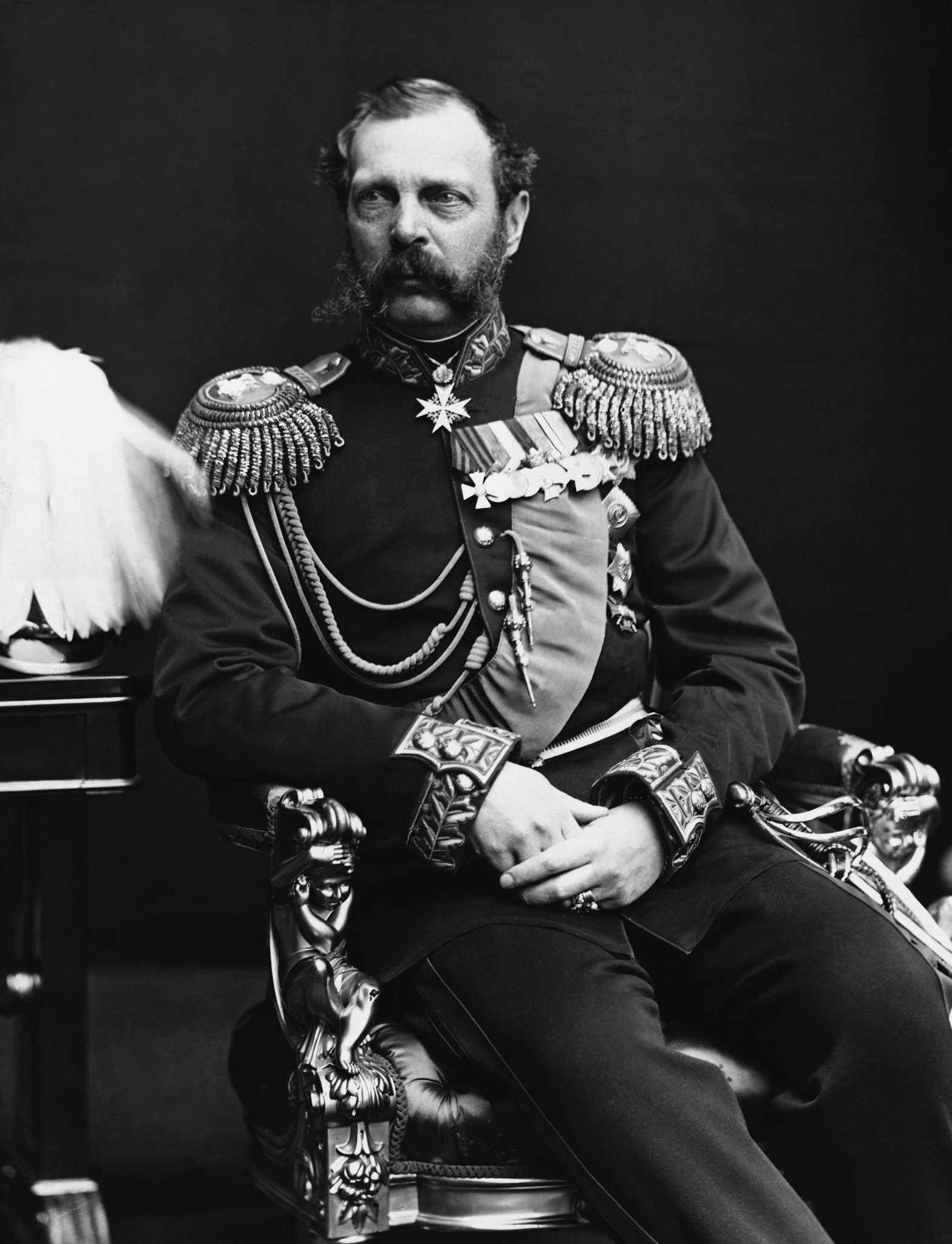
car Alexandr II.

Česká delegace jela vlakem přes Polsko a Pobaltí do Petrohradu a z Petrohradu do Moskvy. Při průjezdu Polskem organizátoři zamezili styku s polským obyvatelstvem a nenechali účastníky cesty procházet se po městech, která pořád jistě nesla stopy po potlačeném povstání z počátku 60. let. Slovanskou delegaci vítali na nádražích slavnostně odění ruští vojáci a úředníci, kteří hosty vždy poctili slavnostním přijetím za doprovodu hudby. Účastníci výpravy ve slavnostních projevech vyzývali k rusko-polskému smíření. To se ale Rusům nelíbilo a snažili se od tématu odklánět. 
Po opuštění Polska se atmosféra začala zlepšovat a přijetí ve Vilniusu účastníky svou okázalostí přímo překvapilo. 20. května delegace konečně dorazila do hlavního města Ruska, do Petrohradu. Podle dobových novin byli účastníci výpravy davem na nádraží přímo mačkáni objetími a nadšením davu. Na nádraží přišel i starosta města kníže Pogrebov, který návštěvníky doprovodil do přepychového hotelu Bellevue. Na společných večeřích poté účastníci pronášeli projevy, které byly plné rusofilství a oslav krás města. Na počest slovanské delegace proběhlo i několik koncertů a představení, Palacký s Erben se zúčastnili zasedání Ruské akademie věd. Dne 26. května proběhl vrchol celé cesty, setkání s carem Alexandrem II. a carskou rodinou. Car s delegací neprobral žádné zásadní politické kroky, i tak měla ale audience veliký ohlas v zahraničí a hlavně v Čechách, kde dosáhlo rusofilství svého vrcholu.

### Národopisná výstava v Moskvě
Delegace  28. května dojela do Moskvy, kde moskevský starosta uvítal hosty se stejnou slávou, jako tomu bylo v Petrohradu. V Moskvě se všichni účastnili zasedání Národopisné výstavy a společně ji 29. května navštívili. V rámci výstavy byl oceněn Palacký a Erben čestným ocením za jejich vědeckou a uměleckou práci. 31. května se pak uskutečnil slavnostní oběd všech účastníků, na kterém pronesl rektor univerzity Baršev projev o potřebě úplného sjednocení všech slovanských států pod patronací Ruska. 
Na tuto řeč poté navázal dne 2. června během slavnostního ukončení výstavy v parku Sokolniki svou řečí Rieger, který opatrně ale jistě odmítl všechny slavjanofilské teorie a zdůraznil, že rozdíly mezi slovanskými národy jsou až moc hluboké, ale že je třeba pracovat na společné spolupráci a povznesení slovanství. V proslovu se dotkl i otázky Polska a vybídl Rusko, jakožto nejsilnější slovanský stát ke smíru a rozumnosti. Jeho projev byl často přerušován projevy nelibosti a Rieger ho zakončil máchnutím ruky a slovy „není s vámi nic!“. 
V posledním týdnu se do Moskvy donesla informace o neúspěšném atentátu na cara v Paříži. Delegace Slovanů si tak vylepšila reputaci, když se všichni zúčastnili děkovných modliteb za záchranu carova života. V den odjezdu proběhl přípitek na zdraví malého Václava (Vjačeslava), který byl synem velkoknížete Konstantina, bratra cara. O princi Václavovi později Emanuel Vávra podal svědectví, že když se ptal vedoucího výstavy profesora Lavrovského na jméno prince a jeho podobnost s jmény českých knížat a králů, bylo mu řečeno, že v Rusku se jména nedávají bez politického důvodu, a že Rusko má takhle několik princů připravených pro možné budoucí účely.
Dne 8. června se Moskva se slovanskou delegací rozloučila. Výprava se ještě jednou zastavila v Petrohradě, kde se účastnila několika oficiálních setkání s představiteli ruských vědeckých a vládnoucích elit a odkud 15. června všichni účastníci odjeli zpět do Čech.

## Význam
Z oficiálních publikací vyplývá, že jediný bod, na němž se všichni shodli, bylo pravidelné konání slovanských sjezdů. Byly ale sjednány také dohody o vědecké a kulturní spolupráci a o sjednocení vědecké terminologie. Češi kromě jednoho schválili  všechna ustanovení. S nevolí se setkalo ustanovení ruštiny hlavním slovanským jazykem. To Julius Grégr ve své brožuře k pouti dokonce nazval možnou „samovraždou na literatuře“. V Rusku měla výstava také svůj ohlas a prohloubila zájem o vše slovanské. V Česku rapidně vzrostl zájem o ruské mluvnice a lekce ruštiny. Při protivládních demonstracích v následujících letech zaznívala ruská hymna a i pravoslavné křesťanství si našlo v českém prostředí své následovníky. 